# Гней Манлий Капитолин Империоз
Гней Манлий Капитолин Империоз (лат. Gnaeus Manlius Capitolinus Imperiosus; IV век до н. э.) — римский политический деятель из патрицианского рода Манлиев, консул 359 и 357 годов до н. э., цензор 351 года до н. э.

## Биография
Во время своего первого консульства в 359 году до н. э. Гней Манлий совместно с коллегой Марком Попиллием Ленатом отбил внезапное ночное нападение на город тибуртинцев.
В 357 году до н. э. Гней Манлий был консулом вместе с ещё одним плебеем — Гаем Марцием Рутилом. Он вёл войну с фалисками, но единственным заметным событием этой войны стал созыв консулом народного собрания прямо в военном лагере. Собрание приняло решение о пятипроцентном налоге на освобождение рабов. Сенат его утвердил, но народные трибуны запретили на будущее созывать собрание вне города.
В 351 году до н. э. Манлий был выбран цензором. Его коллегой снова стал Гай Марций Рутил — первый цензор из плебеев.
Когда аврунки совершили набег на земли Рима (345 год до н. э.), сенат назначил диктатором Луция Фурия Камилла, а Гней Манлий стал начальником конницы. Аврунки были быстро разгромлены.